# Балаба Роман Володимирович
Балаба Роман Володимирович (позивний «Рамзес», 15 липня 1992, м. Вінниця — 14 квітня 2022, с. Довгеньке, Ізюмський район, Харківська область) — старший сержант, командир розвідувального відділення, розвідувального взводу 95 ОДШБр.

## Життєпис

### Ранні роки
Народився 15 липня 1992 року в місті Вінниця. З 1999 по 2008 навчався у Вінницькому ліцеї  №33, після закінчення якого вступив до Вінницького вищого професійного училища сфери послуг №19, яке закінчив у 2011 році за фахом слюсаря з ремонту автомобілів. 

### Військова служба
З 17 жовтня 2011 року по 17 жовтня  2012 року проходив строкову службу у місті Калинівка на 48-му арсеналі. 
У 2013 підписав контракт на службу у В\Ч №0549 Повітряних сил Збройних сил України де служив до 2020 року. У 2015 році отримав звання сержанта. Брав участь у Антитерористичній Операції, Операції Об`єднаних Сил на сході України. 
З вересня 2021 зарахований до складу 95-ої бригади на посаду командира розвідувального відділення розвідувального взводу та був направлений в зону бойових дій на сході України. 
З початку повномасштабного вторгнення військ російської федерації в Україну 24 лютого 2022 виконував розвідувальні завдання в районах ведення бойових дій на різних ділянках фронту.

### Обставини загибелі
14 квітня 2022 року на північно ‐ західній околиці Довгенького Ізюмського району Харківської області, в районі ведення бойових дій, з переважаючими силами армії російської федерації, незважаючи на високий рівень загрози,не відступив з позиції та до останнього проводив спостереження за переміщенням ворожих сил та надавав своєчасну інформацію до штабу батальйону. В ході бою прикриваючи відхід побратимів, поклав найцінніше ‐власне життя. Давши команду підпорядкованому особливому складу про відхід, запобіг гибелі товаришів. Стримуючи противника отримав поранення несумісні з життям.

## Місце поховання
Був похований у селі Зарванці, Вінницького району, Вінницької області.

## Нагороди
- Орден Богдана Хмельницького (Україна) III ступеня (посмертно).
- Відзнака Президента України «За участь в антитерористичній операції»
- Нагрудний знак «Учасник АТО»

## Вшанування пам`яті

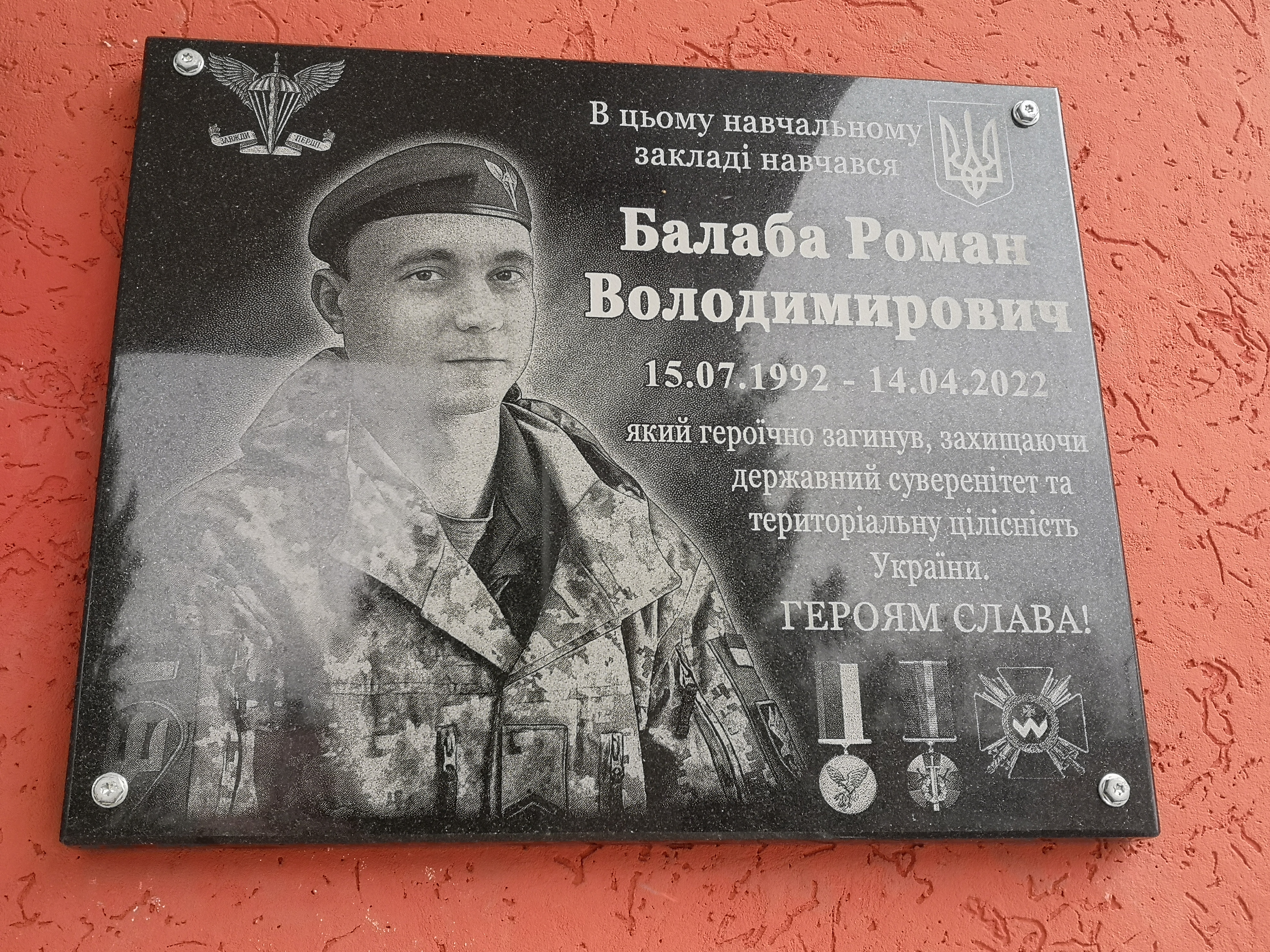

- На його честь у Вінниці перейменували вулицю та два провулки. (Рішення виконавчого комітету міської ради від 17. 11. 2022 року № 2500).[1]
- 13 січня 2022 року на його честь у Вінниці встановили дві меморіальні дошки. Одну на фасаді ліцею № 33, де навчався ( рішення виконавчого комітету від 01. 12. 2022 року № 2634 ), а іншу - на фасаді будинку по проспекту Юності, в якому він проживав (рішення виконавчого комітету міської ради від 24. 11. 2022 року № 2556).